# Repun Kamuy
Repun Kamuy est le dieu (kamuy) de la mer des Aïnous.

## Représentation
Repun Kamuy est parfois représenté comme une orque. Dans certains cas, c’est un jeune homme quelque peu désinvolte et impétueux, et armé d’un harpon.

## Mythologie
Repun Kamuy est un dieu important de la mythologie aïnoue car la mer représente des opportunités de récolte qui ne peuvent pas être trouvée sur la terre : la pêche, la chasse à la baleine, et les expéditions de commerce. L’un de ses mythes représente sa nature insoucieuse et généreuse.
Dans la légende, il harponne une baleine et son petit et les lance sur la place à côté d’un village humain. Quand il arrive chez lui, un oiseau lui dit que les humains sont en train de découper la baleine en utilisant des sabres et des haches ce qui insulte l’animal ou son donateur. Au lieu de se fâcher, Repun Kamui rit et dit que la viande appartient aux humains et qu’ils peuvent faire avec ce que bon leur semble. Un peu plus tard, il prend à nouveau la mer, et passe le même village où il se rend compte que l’oiseau avait menti : les humains sont habillés en vêtements rituels et découpent la chair de la baleine avec des épées sacrées. Ému par cette démonstration de piété, Repun Kamui assure aux humains que la pêche continuera de les sauver de la famine.